# Proč
Proč (in ungherese Porócs) è un comune della Slovacchia facente parte del distretto di Prešov, nella regione omonima.